# Hrabstwo Highland (Wirginia)

Piramida wieku hrabstwa

Hrabstwo Highland – hrabstwo w USA, w stanie Wirginia, według spisu z 2000 roku liczba ludności wynosiła 2536. Siedzibą hrabstwa jest Monterey.

## Geografia
Według spisu hrabstwo zajmuje powierzchnię 1077 km², z czego 1077 km² stanowią lądy, a 0 km² stanowią wody.

### Miasta
- Monterey

### Sąsiednie hrabstwa
- Hrabstwo Pendleton (Wirginia Zachodnia)
- Hrabstwo Augusta
- Hrabstwo Bath
- Hrabstwo Pocahontas (Wirginia Zachodnia)